# Richard Schodde
 Richard Schodde (Adelaida, 23 de septiembre de 1936) es un naturalista, ornitólogo, botánico, y explorador australiano.
Se desempeña en el Departamento de Ecosistemas sustentables, CSIRO, en Canberra.
Ha realizado extensas exploraciones ornitológicas y botánicas por Australia y Nueva Zelanda, entre 1977 a 1981 con Richard Weatherly.

## Algunas publicaciones
- Schodde, R. 2000. Obituary: Charles Sibley, 1911-1998. Emu 100(1): 75-76. doi 10.1071/MU00903

### Libros
- 1968. Contributions to Papuasian ornithology. Ed. CSIRO. ISBN 0-643-00244-8
- 1975 – Interim list of Australian songbirds: Passerines. RAOU: Melbourne.
- 1980 – Nocturnal Birds of Australia. (With Ian J. Mason. Illustrations by Jeremy Boot). Lansdowne Editions: Melbourne. (Whitley Medal 1981).
- 1982 – The Fairy-Wrens. a Monograph of the Maluridae. (With illustrations by Richard Weatherly). Lansdowne Editions: Melbourne. ISBN 0-7018-1051-3. (Whitley Medal 1982).
- 1983 – A Review of Norfolk Island Birds: Past and Present. (With P. Fullagar and N. Hermes). ANPWS Special Publication No.8.
- 1988 – Reader's Digest Complete Book of Australian Birds. (Coeditor of 2nd edition with Sonia Tidemann). Reader's Digest: Sydney. ISBN 0-949819-99-9
- 1997 – Zoological Catalogue of Australia: Aves (Columbidae to Coraciidae) v. 37. 2. (With Ian J. Mason). CSIRO Publishing. ISBN 0-643-06037-5
- 1998 – CSIRO List of Australian Vertebrates: A Reference with Conservation Status. (With M. Stanger, M Clayton, I. Mason and J. Wombey). CSIRO Publishing. ISBN 0-643-06256-4
- 1999 – The Directory of Australian Birds: Passerines. A taxonomic and zoogeographic atlas of the biodiversity of birds of Australia and its territories. (With Ian J. Mason). CSIRO Publishing. ISBN 0-643-06456-7
- 2006 – Proceedings of the 23rd International Ornithological Congress, Beijing, August 2002. (General editor). Acta Zoologica Sinica, Vol.52, Supplement. Science Press: Beijing.
- 2006 – The Encyclopedia of Birds. A Complete Visual Guide. (With Fred Cooke). Fog City Press. ISBN 1-74089-355-7

## Honores

### Epónimos
- (Apocynaceae) Parsonsia schoddei D.J.Middleton[2]
- (Elaeocarpaceae) Elaeocarpus schoddei Weibel[3]
- (Ericaceae) Rhododendron schoddei Sleumer[4]
- (Ericaceae) Vaccinium schoddei Sleumer[5]
- (Lauraceae) Cryptocarya schoddei Kosterm.[6]
- (Meliaceae) Chisocheton schoddei P.F.Stevens[7]
- (Monimiaceae) Palmeria schoddei Philipson[8]
- (Pandanaceae) Pandanus schoddei H.St.John[9]
- (Ranunculaceae) Ranunculus schoddei H.Eichler ex P.Royen[10]

- La abreviatura «Schodde» se emplea para indicar a Richard Schodde como autoridad en la descripción y clasificación científica de los vegetales.[11]

Tiene 46 registros IPNI de sus identificaciones y clasificaciones de nuevas especies vegetales, la mayoría de la familia Pittosporaceae.